# Altdorf (Svizzera)
Altdorf (toponimo tedesco; in svizzero tedesco Alteref) è un comune svizzero di 9 401 abitanti del Canton Uri; è la capitale e il centro più popoloso del cantone.
È il luogo in cui, secondo la leggenda, Guglielmo Tell dovette centrare con una freccia una mela posta sulla testa del figlio.

## Geografia fisica
Il municipio copre una superficie di 10,21 km2. Il borgo è sito a 458 m s.l.m. nella pianura del fiume Reuss, a monte dell'immisione del fiume nel lago dei Quattro Cantoni. Anche le frazioni e i pascoli di Eggbern, circa 1000 metri al di sopra del borgo appartengono al comune di Altdorf.
Il 36% della superficie di Altdorf è usato a fini agricoli, il 37%-39% è ricoperto di boschi,  il 23% è destinato a costruzioni e il rimanente comprende fiumi, ghiacciai o montagne.
Altdorf confina a ovest con Attinghausen e Seedorf, a nord con Flüelen, a sud ed est con Bürglen e a sud con Schattdorf.
Dal punto di vista meteorologico Altdorf è noto per essere in una regione sovente sotto l'effetto del favonio, che alza la temperatura dell'aria e ne fa uno dei comuni più caldi della Svizzera.

## Origini del nome
Il nome della città significa letteralmente "vecchio villaggio".

## Storia
Le prime testimonianze di un insediamento ad Altdorf sono alcune teste d'ascia in bronzo dell'epoca di La Tène e utensili in ferro del III secolo a.C..
Dopo il crollo dell'Impero Romano, la popolazione gallo-romana di Altdorf iniziò a mescolarsi con gli Alemanni nel VII secolo. La prima testimonianza è la tomba di un cavaliere armato (datata al 670-680) situata nella locale chiesa di San Martino.
Il paese fu menzionato per la prima volta nel 1223 come Alttorf, mentre alcune fonti dal XVI al XIX secolo lo citano occasionalmente come Uri.
Secondo la leggenda è qui che il leggendario eroe Guglielmo Tell venne sottoposto alla prova della mela, nel 1307.

## Monumenti e luoghi d'interesse

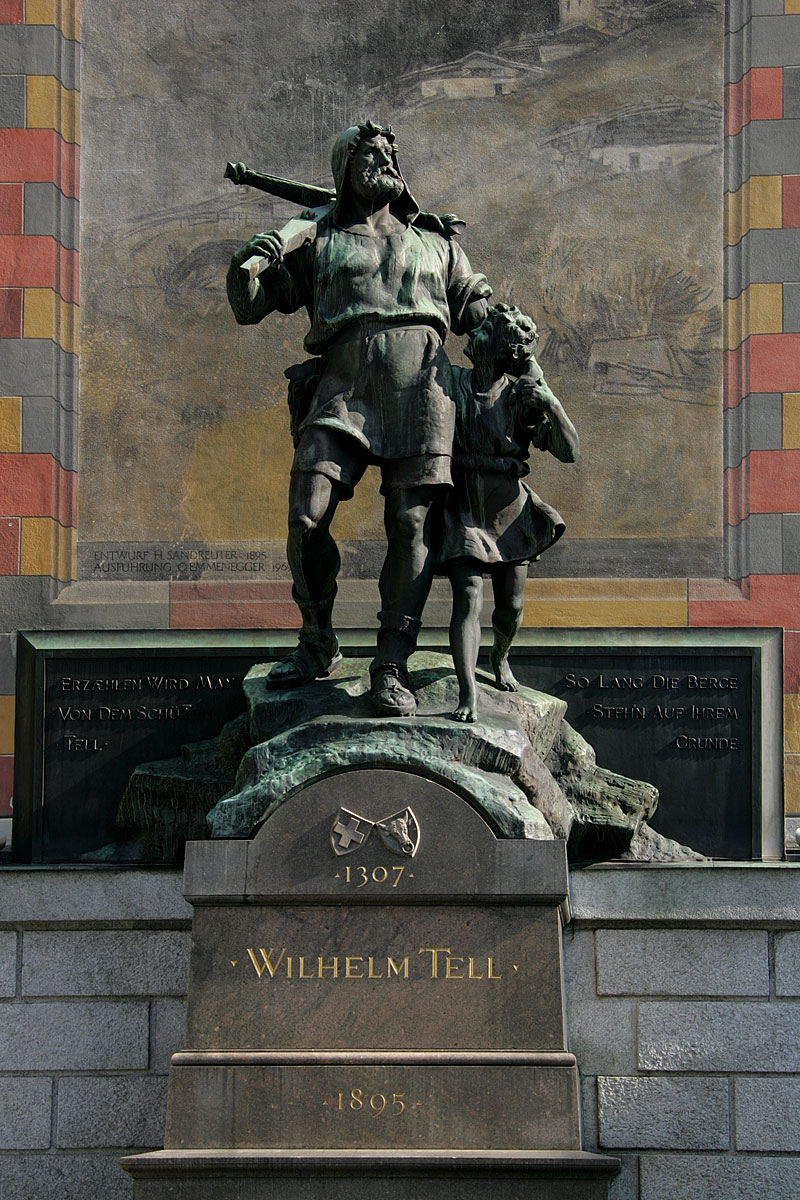
La statua di Guglielmo Tell

### Architetture religiose
- Chiesa parrocchiale cattolica di San Martino in Gotthardstrasse, eretta nel 670-680 e ricostruita nel IX-X secolo, nel XIV secolo, all'inizio del XVII secolo e dopo il 1799 (1810[senza fonte])[1];
- Cappella di Sant'Anna, eretta nel 1596[senza fonte];
- Monastero di San Carlo lungo la strada per Svitto, poco fuori dal centro abitato, eretto nel 1677[senza fonte].

### Architetture civili
- Municipio (Rathaus) in piazza del Municipio (Rathausplatz), eretto nel 1808[senza fonte];
- Casatorre in piazza del Municipio (Rathausplatz), eretta nel 1517[senza fonte];
- Arsenale (Zeughaus Uri) in Lehnplatz[senza fonte];
- Teatro di Guglielmo Tell (Tellspielhaus) in Lehnplatz, eretto nel 1925, in cui vengono rappresentate le vicende di Guglielmo Tell[senza fonte].

### Altro
- Statua di Guglielmo Tell in piazza del Municipio (Rathausplatz), di Richard Kissling (1895)[1].

## Società

### Evoluzione demografica
L'evoluzione demografica è riportata nella seguente tabella:
Abitanti censiti

## Infrastrutture e trasporti

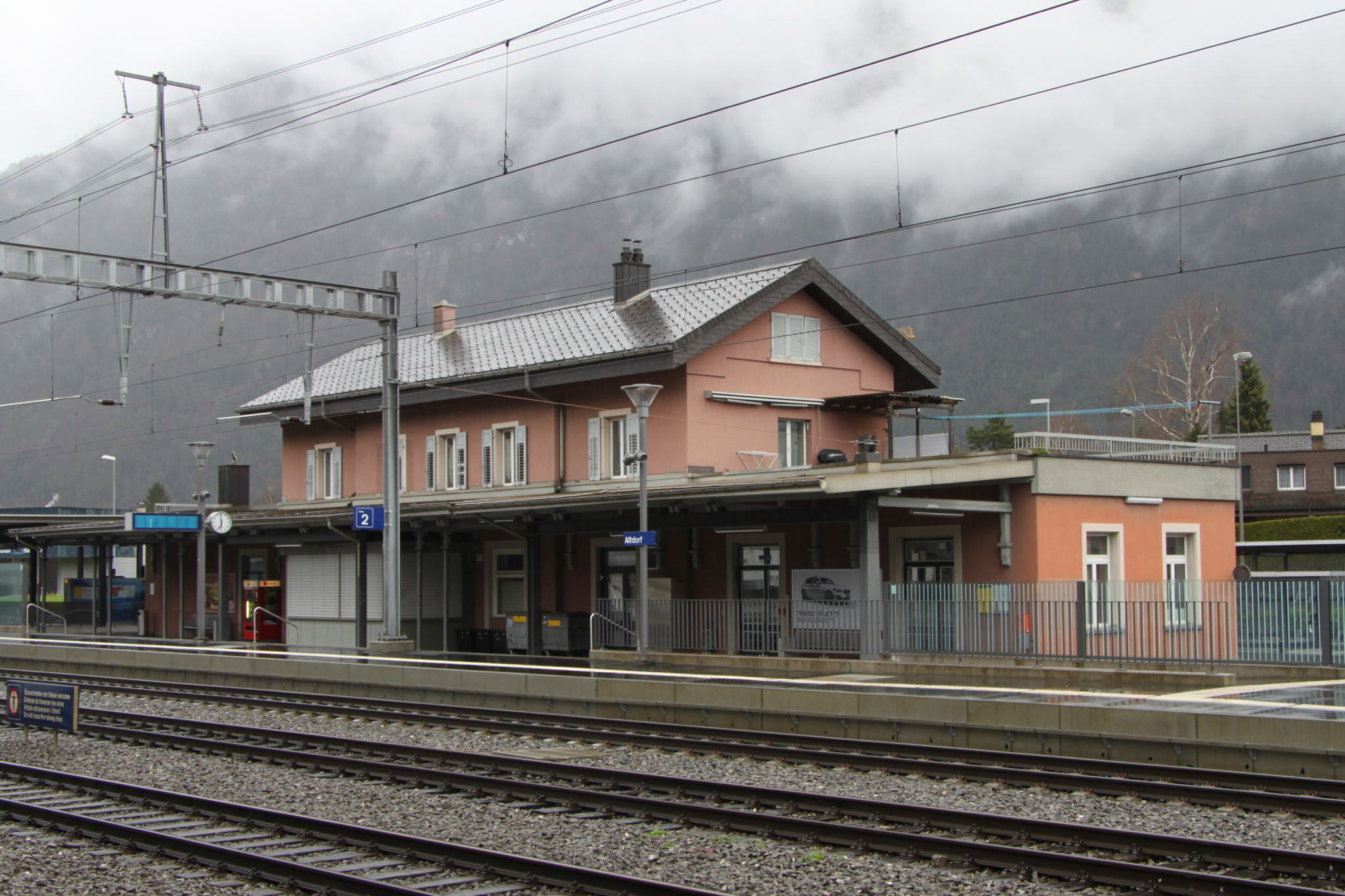
La stazione di Altdorf

Altdorf è servito dall'omonima stazione, lungo la ferrovia del Gottardo.
Dal 1906 al 1951 Altdorf fu collegata a Flüelen da una linea tranviaria.

## Amministrazione
Ogni famiglia originaria del luogo fa parte del cosiddetto comune patriziale e ha la responsabilità della manutenzione di ogni bene ricadente all'interno dei confini del comune.

### Gemellaggi
- Altdorf bei Nürnberg[senza fonte]